# NGC 678

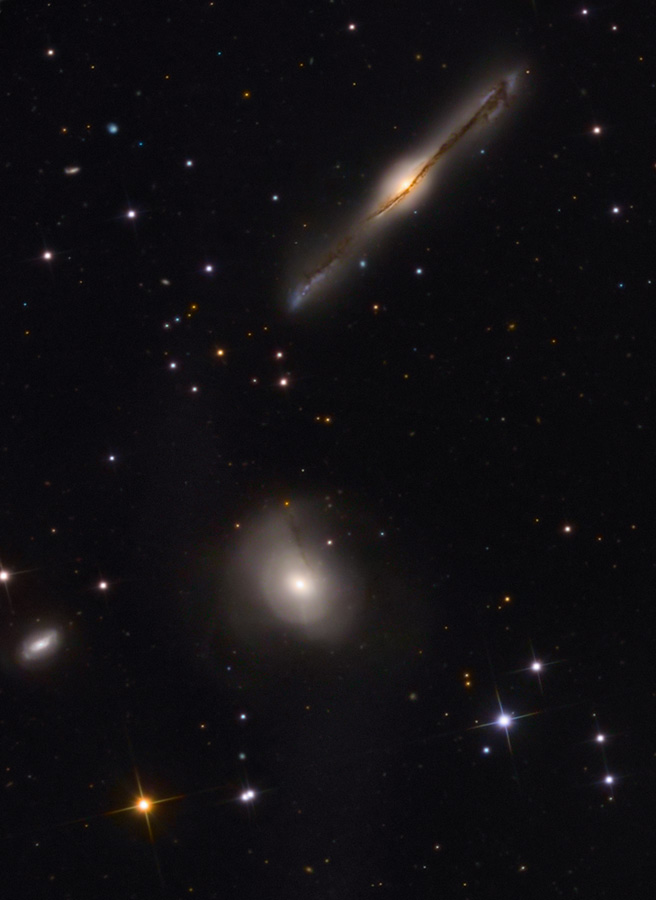
NGC 678 est en haut de cette image (le nord est à gauche). La galaxie au bas est NGC 680. (Adam Block/Mount Lemmon SkyCenter/University of Arizona)

NGC 678 est une galaxie spirale barrée vue par la tranche et située dans la constellation du Bélier. Sa vitesse par rapport au fond diffus cosmologique est de 2 554 ± 20 km/s, ce qui correspond à une distance de Hubble de 37,7 ± 2,7 Mpc (∼123 millions d'al). NGC 678 a été découverte par l'astronome germano-britannique William Herschel en 1784.

## Caractéristiques
La classe de luminosité de NGC 678 est II et elle présente une large raie HI.

### Distance
Sa vitesse par rapport au fond diffus cosmologique est de 2 554 ± 20 km/s, ce qui correspond à une distance de Hubble de 37,7 ± 2,7 Mpc (∼123 millions d'al).
À ce jour, huit mesures non basées sur le décalage vers le rouge (redshift) donnent une distance de 25,462 ± 5,120 Mpc (∼83 millions d'al), ce qui est à l'extérieur des valeurs de la distance de Hubble. Notons que c'est avec la valeur moyenne des mesures indépendantes, lorsqu'elles existent, que la base de données NASA/IPAC calcule le diamètre d'une galaxie et qu'en conséquence le diamètre de NGC 678 pourrait être d'environ 54,8 kpc (∼179 000 al) si on utilisait la distance de Hubble pour le calculer.

### Morphologie
NGC 678 a été utilisée par Gérard de Vaucouleurs comme une galaxie de type morphologique Sa sp dans son atlas des galaxies,.

## Groupe de NGC 691

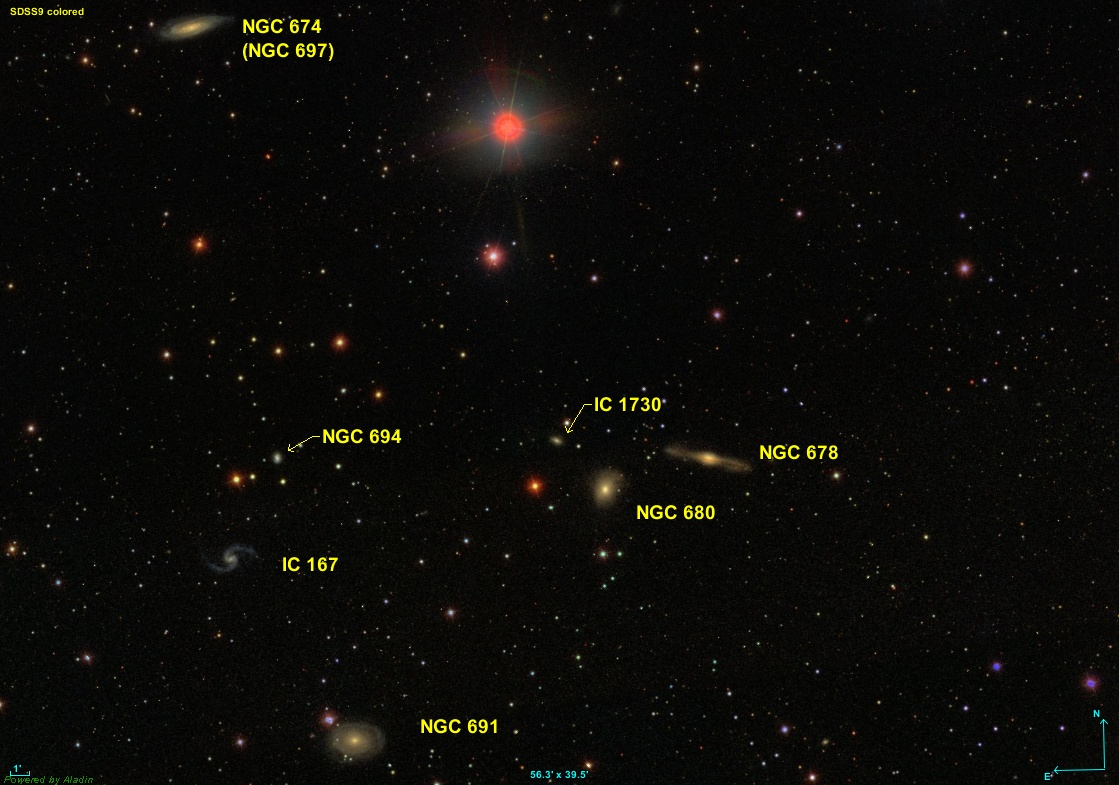
Le groupe de NGC 691 par SDSS.

NGC 678 fait partie du  groupe de NGC 691 qui comprend au moins 10 galaxies et peut-être une onzième. Sept galaxies de ce groupe inscrites dans l'article d'Abraham Mahtessian paru en 1998 sont IC 163, NGC 678, NGC 680, NGC 691, NGC 694, IC 167 et NGC 697 (=NGC 674). À ces sept galaxies, s'ajoutent 3 autres petites galaxies inscrites dans la l'article d'A.M. Garcia paru en 1993 : UGC 1287, UGC 1294 et UGC 1490. La galaxie IC 1730 pourrait s'ajouter à ce groupe, car elle est dans la même région du ciel et à une distance comparable. La galaxie la plus brillante du groupe est NGC 691 et la plus grosse est NGC 678.